# Ctenotus spaldingi
Ctenotus spaldingi (гребневухий сцинк Спалдінга) — вид сцинкоподібних ящірок родини сцинкових (Scincidae). Ендемік Австралії.

## Опис
Загальна довжина досягає 30 см. Голова коротка, стиснута з боків, трохи витягнута. Тулуб стрункий, який переходить у довгий та тонкий хвіст. На спині сірого кольору є малюнок з поздовжніх чорних та світло-коричневих смуг, розташованих по черзі. З боків тулуба, голови і на зовнішній стороні лап присутні смуги з темних та світлих плям. Черево світлого кольору. 

## Спосіб життя
Полюбляє піщані місцини, пустелі, напівпустелі, площі з негустою рослинністю. Активний вдень. Утворює невеликі групи, колонії. Харчується комахами.
Це яйцекладна ящірка. Самиця відкладає до 5 яєць.
Часто тримається у тераріумах.

## Розповсюдження
Мешкає у штатах Австралії — Північна територія й Квінсленд, а також на о.Нова Гвінея.